# Orkneyöarnas flagga
Orkneyöarnas flagga är en officiell flagga som används av Orkneyöarnas befolkning som komplement till den officiella brittiska flaggan Union Jack. Den nuvarande flaggan antogs efter att befolkningen hade fått rösta om vilken av fem olika flaggor man ville skulle bli den officiella flaggan. Röstningen pågick under februari och mars 2007, och den nuvarande flaggan vann med 53 % av rösterna.
Färgerna rött och gult är hämtade från Skottlands konungaflagga och det norska riksvapnet, som ett uttryck för att ögruppen har rötter i de båda områdena. Den blå färgen kommer från Skottlands flagga, och representerar dessutom havet.
Den nya flaggan har likheter med Norges och Ålands flaggor.

## Orkneyöarnas tidigare flagga

Orkneyöarnas tidigare (inofficiella) flagga

Den tidigare, inofficiella flaggan skapades under mitten av 1990-talet och kallas för The Cross of St. Magnus (St. Magnuskorset). Den uppkallades efter Orkneyöarnas helgon Magnus Erlendsson. Flaggan är gul med ett rött kors, och har därmed samma grundform som de nordiska flaggorna.
Flaggans design är snarlik Kalmarunionens flagga.